# زبراسلاف
زبراسلاف هي تجمع سكاني، وحي سكني، في التشيك، تقع في Prague 5 ‏، بلغ عدد سكانها 9,523  نسمة وذلك حسب إحصائيات سنة 2011، رمزها البريدي هو 156 00.